# Ню-Мілліген
Ню-Мілліген (нід. Nieuw-Milligen) — селище в нідерландській провінції Гелдерланд. Входить до муніципалітету Апелдорн.
Перша згадка про селище датується 1849-м роком.
Насамперед відоме за рахунок військового центру керування повітряним рухом, який був розташований неподалік і названий за назвою селища. Історія центру розпочалася 1913 року із побудовою злітно-посадкової смуги. Центр працював до 1940 року, коли його було зруйновано аби він не був захоплений вермахтом.